# Konrad Kruis

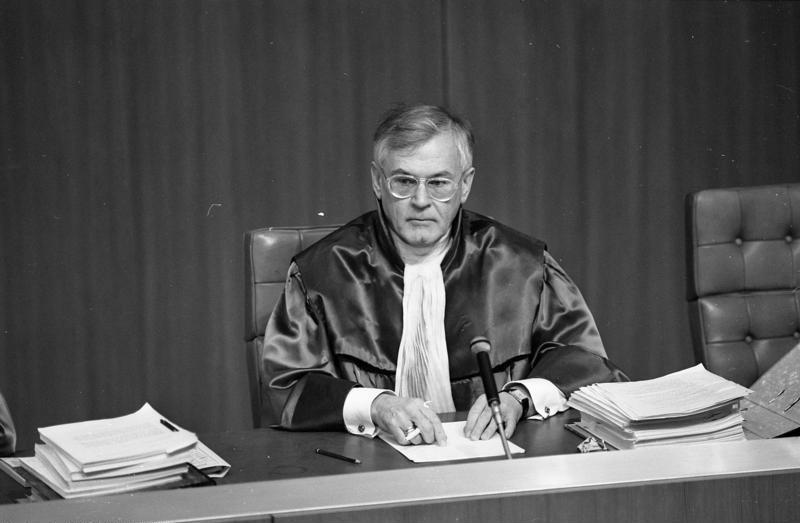
Konrad Kruis (1989)

Konrad Kruis (* 11. Mai 1930 in München; † 26. Dezember 2022 ebenda) war ein deutscher Jurist. Er war von 1987 bis 1998 Richter des Bundesverfassungsgerichts.

## Leben

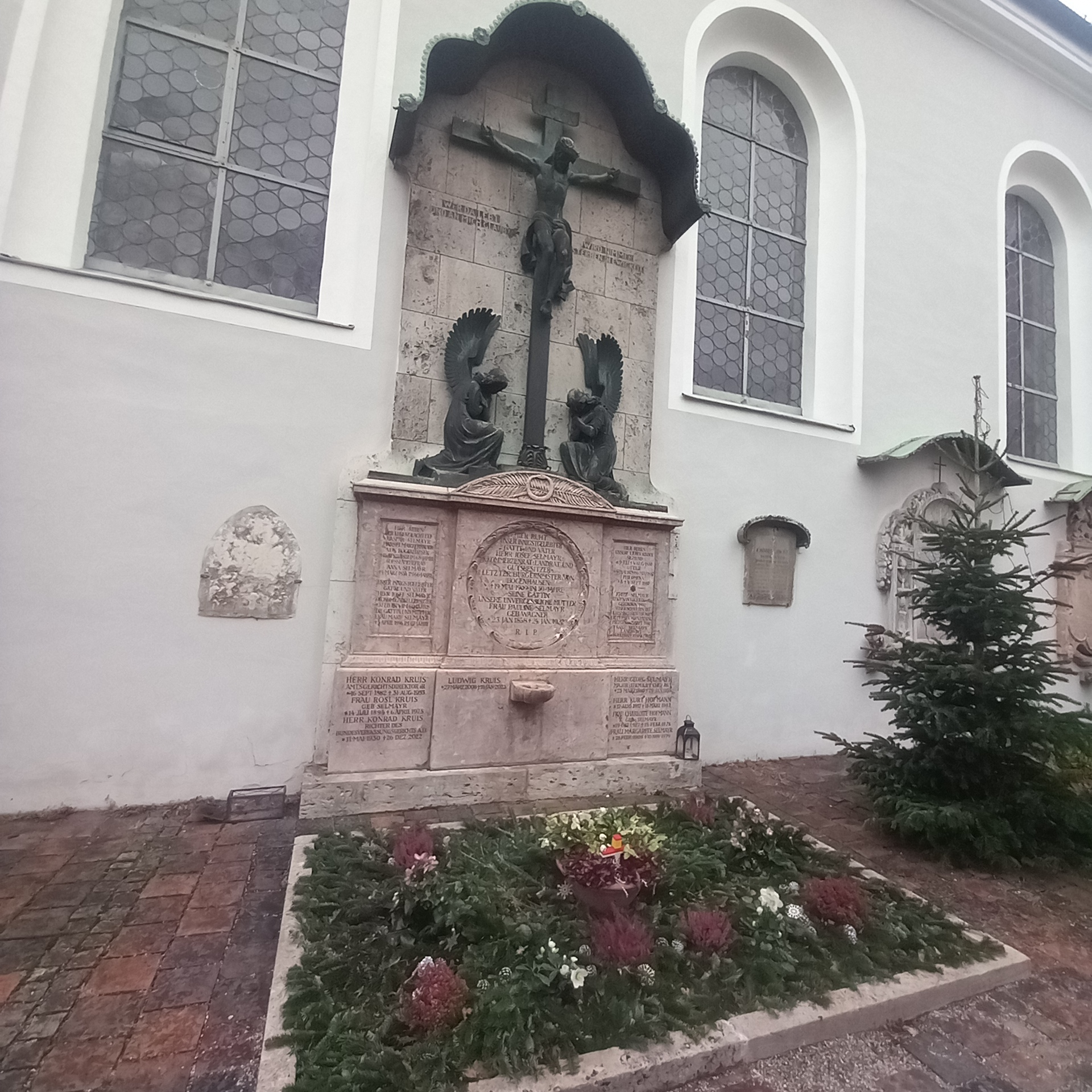
Das Grab von Konrad Kruis im Familiengrab auf dem Bogenhausener Friedhof in München

Kruis studierte Rechtswissenschaft an der Ludwig-Maximilians-Universität in München. Seine juristische Laufbahn begann er 1958 in der Verwaltung des Freistaats Bayern. Im Jahr 1960 wurde er in die Bayerische Staatskanzlei berufen, an der er als Referent für die Bayerische Landesgesetzgebung und das Landesverfassungsrecht, als Generalsekretär des Landespersonalausschusses und später als Leiter der Abteilung für Gesetzgebung und Recht tätig war. Zuletzt war er ab 1978 Ministerialdirigent.
Vom 16. November 1987 bis 28. September 1998 gehörte er nach seiner Wahl durch den Bundestag als Nachfolger des Richters Engelbert Niebler dem Zweiten Senat des Bundesverfassungsgerichts an. Zuständig war er unter anderem für Bund-Länder-Streitigkeiten und hatte als Berichterstatter großen Einfluss auf die Entwicklung der Rechtsprechung des Bundesverfassungsgerichtes zum Strafvollstreckungsrecht. Er wirkte als Berichterstatter an zahlreichen bedeutenden Entscheidungen mit, etwa an den Entscheidungen in Sachen „Kalkar II“ (BVerfGE 81, 310), „Schacht Konrad“ (BVerfGE 84, 25), „Rechtsschutz bei Durchsuchungen“ (BVerfGE 96, 27) und „Gefangenenentlohnung“ (BVerfGE 98, 169). Weitere wesentliche Entscheidungen sind etwa das „Maastricht“-Urteil (BVerfGE 89, 155) sowie die Entscheidungen in Sachen „Out of Area-Einsätze der Bundeswehr“ (BVerfGE 90, 286) und „Mauer-Schützen“ (BVerfGE 95, 96). Sein Nachfolger wurde der Richter Siegfried Broß.
Konrad Kruis wurde 1998 mit dem Großen Verdienstkreuz mit Stern und Schulterband des Verdienstordens der Bundesrepublik Deutschland und 2000 mit dem Bayerischen Verdienstorden ausgezeichnet. Seit 1999 war er als Rechtsanwalt in München zugelassen.
Konrad Kruis starb am 26. Dezember 2022 im Alter von 92 Jahren.

## Schriften (Auswahl)
- Hansjörg Höhne, Konrad Kruis (Hrsg.): Zeit der Bedrängnis. Lehrer des Wilhelmgymnasiums in München 1933–1945, Anton H. Konrad Verlag, 2009
- Konrad Kruis: Licht aus Franken im Vormärz. Der Rechtsgelehrte und Politiker Johann Adam Seuffert, ein Portrait, Mainfränkische Hefte – Heft 12 – 2012, edition vulpes
- Leusser-Gerner-Kruis (Hrsg.): Bayerisches Beamtengesetz, Kommentar, 2. Aufl. 1970, Verlag C.H.Beck